# Hi havia una vegada a Amèrica
Hi havia una vegada a Amèrica (títol original: Once Upon a Time in America) és una coproducció cinematogràfica italo-estatunidenca de 1984, dirigida per Sergio Leone i protagonitzada per Robert De Niro i James Woods. És una pel·lícula no lineal que transcorre en 1920, 1932/33 i 1968. Ha estat doblada al català.

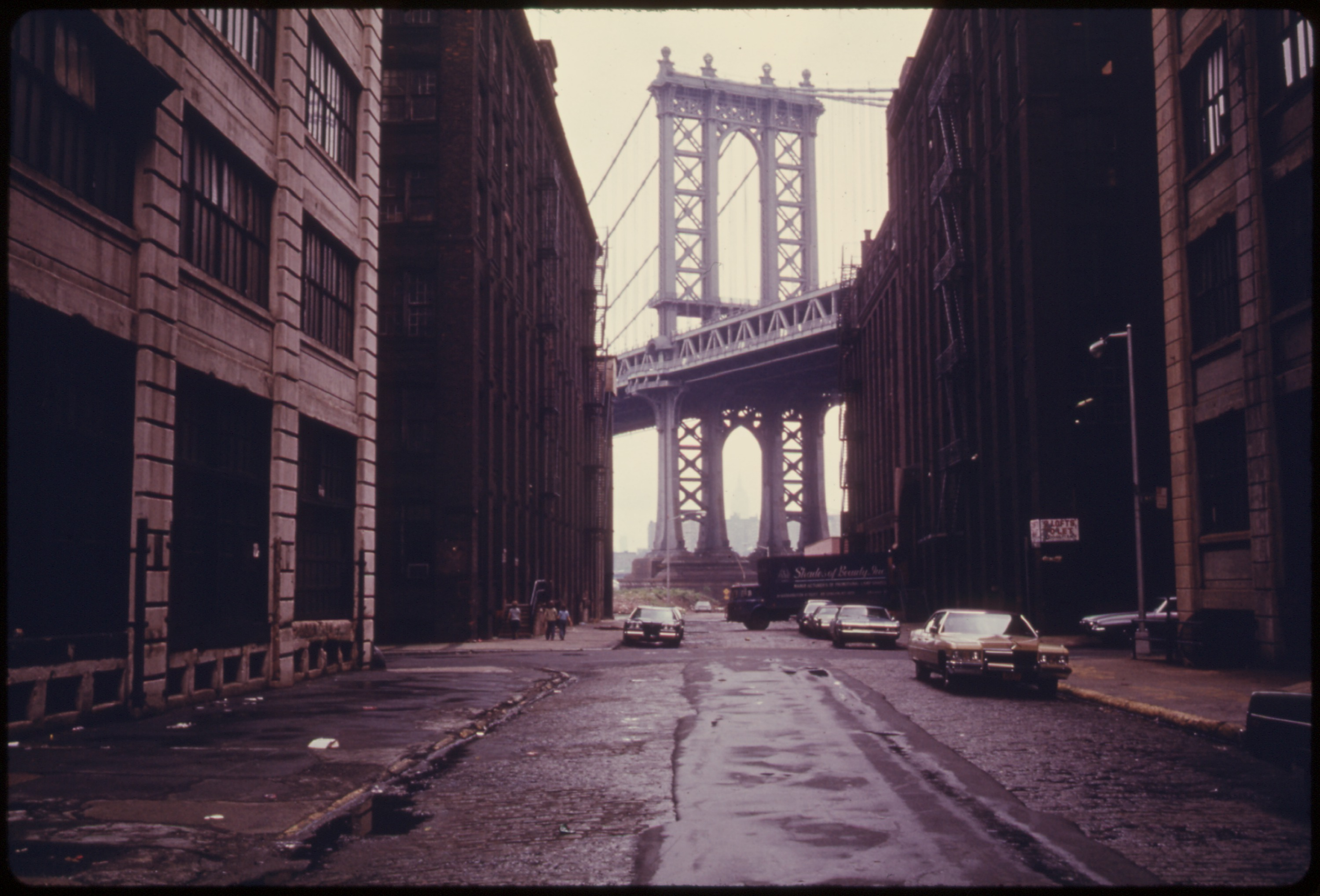
Pont de Manhattan, on passa part de l'acció

Va ser l'última pel·lícula dirigida per Sergio Leone, i és la tercera part de la trilogia coneguda com Once upon a time Trilogy, precedida per les pel·lícules Fins que li va arribar l'hora (1968) i Abaixa el cap, maleït! (1971). Aquesta pel·lícula tanca la també anomenada "trilogia d'Amèrica". Per la seva durada, es va arribar a presentar en les pantalles de cinema en dues parts, i l'obra gravada es troba també en dues parts, encara que en el rodatge no hi ha intenció d'intermedi.
Va ser guardonada amb el premi BAFTA 1984: a la millor banda sonora (Ennio Morricone), i al millor vestuari (Gabriella Pescucci).

## Argument (versió europea i en ordre cronològic)
La pel·lícula comença quan Noodles ha d'abandonar Nova York i es compta des de llavors amb escenes retrospectives cronològiques des de 1920.

### 1921
En el gueto jueu del Lower East Side de Manhattan (Nova York) David Aaronson "Noodles", un jove jueu de classe baixa, coneix a Maximilian Bercovicz "Max", un altre jove d'origen hebreu disposat a arribar lluny per qualsevol mètode. Es fan força amics i formen, amb altres amics del barri, Patrick Goldberg "Patsy", Philip Stein "Cockeye" i Dominic, una banda que prospera ràpidament amb ajuda d'un altre amic, Moe "Fat" Gelly, que té una ambiciosa germana Deborah, de la que Noodles n'està enamorat.
Desgraciadament, són perseguits per Bugsy, el tipus per al qual Noodles i els seus amics treballaven anteriorment, i en un dels seus assalts mata a Dominic. Per això Noodles després es tira damunt d'ell i l'apunyala, per la qual cosa passarà 12 anys a la presó, ja que la policia va poder veure'l.

### 1932-1933
Quan Noodles surt de presó, el rep Max, que segueix amb la seva banda al costat dels altres dos amics, Patsy i Cockeye, i que ha prosperat encara més durant la seva absència. Els quatre junts, finalment, aconsegueixen convertir-se, en temps de la Prohibició, en una de les més reeixides bandes de gàngsters del país. En la seva època daurada, Noodles vol casar-se amb Deborah, però ella el rebutja per les seves ambicions artístiques i socials, la qual cosa porta a la ruptura entre tots dos. Noodles, contrariat, la viola.
Finalment, a través del seu èxit en el món criminal, la banda és contractada per polítics per a ajudar a un sindicat en la seva lluita contra la patronal durant una vaga, ja que contracta a gàngsters per a trencar-la. Tenen èxit en les seves accions i els ofereixen per això un lloc permanent entre ells, cosa que significaria una pujada social i econòmica, la possibilitat de contrarestar amb escreix les pèrdues que ocasionaria l'esdevenidora fi de la Prohibició i la possibilitat de tenir contactes amb la política. Tots excepte Max ho rebutgen per desconfiança cap als polítics.
Finalment, pocs dies abans de la fi de la Prohibició, tots excepte Noodles, que no era allí, són massacrats misteriosament en una batuda de la policia de Nova York. Addicionalment els diners de la banda (US$1 milió) desapareixen. Noodles, turmentat per l'ocorregut, ha d'acomiadar-se de Fat i abandonar immediatament Nova York després d'això per a protegir-se d'assassins, que, de sobte, el persegueixen per això.

### 1968
35 anys després, Noodles, vivint parcialment fora de la realitat i sota una identitat falsa per protegir-se, troba finalment una pista sobre l'ocorregut a través d'una estranya carta dirigida cap a ell, on se l'informa que les restes dels seus amics es van traslladar a un lloc de luxe. Per això, decideix tornar a Nova York per a resoldre el misteri i enfrontar-se al seu passat una última vegada. Per a això, recluta l'ajuda de Fat, que també va sofrir.
En la seva recerca, descobreix que l'home que el va fer és el secretari Bailey, un home important en la política que s'ha convertit en el protagonista d'un escàndol sindical i polític per ser el principal sospitós d'un sistemàtic frau. També troba l'equivalent dels diners de la banda i una invitació a la seva mansió. Finalment esbrina que Deborah el coneix, i l'obliga a confessar que és Max, que ha estat el seu amant i que la va ajudar en la seva reeixida carrera. La maleeix per això i se'n va, i ella ja no pot veure's a si mateixa.
Noodles decideix acceptar la invitació i acudeix a la mansió per enfrontar-se a Max. Ell li diu que va orquestrar la matança i va destruir la seva vida a través de contactes propis en el món criminal. També controlaven als policies que van cometre la massacre i, per a fer-ho possible, va disparar contra ells perquè ocorregués una matança amb aparença legal i així poder fingir la seva mort amb la seva ajuda, culpar-ne a ell per la seva absència, robar després els diners de la banda i entrar amb ell en el món sindical i polític amb el nom de Bailey sense traves. Així va poder créixer amb èxit i llevar-li també la seva noia fins que, en la seva cobdícia, el van agafar. Enfrontant-se a la ruïna i a ser assassinat per part dels seus còmplices en aquest frau i en tot el que a més va fer perquè no parli, ell va esbrinar el parador de Noodles i el va atreure a la seva mansió perquè el mati i així, almenys, preservar malgrat tot part de la seva dignitat. Noodles es nega a matar-lo i se'n va de la mansió. Després ell veu des de fora com Max va darrere d'ell però en passar un camió de trituració d'escombraries entre ells Max desapareix sense deixar rastre. La pel·lícula acaba el 1933 on Noodles després d'haver delatat als seus amics pren opi en el restaurant xinès i somriu àmpliament.

## Repartiment
- Robert De Niro, Scott Tiler... David "Noodles" Aaronson
- James Woods, Rusty Jacobs... Maximilian "Max" Bercowicz (1905-1933)
- Elizabeth McGovern, Jennifer Connelly... Deborah Gelly
- James Hayden, Brian Bloom... Patrick "Patsy" Goldberg (1907-1933)
- William Forsythe, Adrian Curran... Philip "Cockeye" Stein (1907-1933)
- Tuesday Weld... Carol
- Larry Rapp... Moe "Fat" Gelly
- Joe Pesci... Frankie Minaldi
- Treat Williams... James Conway O'Donnell
- Richard Foronjy... Oficial "Fartface" Whitey
- James Russo... Bugsy
- Burt Young... Joe Minaldi
- Danny Aiello... Vincent Aiello
- Darlanne Fluegel... Eve
- Noah Moazezi... Dominic

## Producció

### Desenvolupament
Sergio Leone sempre havia desitjat filmar aquesta pel·lícula. Va ser el projecte més personal de la seva vida i el que amb més afany havia volgut realitzar des que va començar la seva carrera. Després d'haver fet diverses pel·lícules reeixides li van ploure les ofertes des de Hollywood. Finalment, va arribar a un acord. Primer dirigiria el western Fins que li va arribar l'hora (1968) i si aquest tingués èxit, se li obririen les portes per a rodar l'obra de la seva vida. Així Sergio Leone va començar a preparar la complicada producció de la pel·lícula, que després es convertiria en realitat. Va tardar 10 anys a preparar-la.

### Guió
El guió de la pel·lícula està basat en la novel·la The Hoods, de l'escriptor Harry Grey. Es va editar a Espanya amb el nom "Gangsters!" el 1953. El complicat guió va ser escrit pel propi Leone al costat de cinc col·laboradors diferents, amb salts en el temps cap endarrere i cap endavant. Els cinc col·laboradors van ser Franco Arcalli, Enrico Medioli, Leonardo Benvenuti, Franco Ferrini i Piero De Bernardi.
Per millorar-lo, Leone també es va acostar a Harry Grey en 1968 per fer-li preguntes respecte a la seva novel·la semibiográfica, en la qual va participar en algunes de les activitats de Noodles i la seva banda, el qual va acceptar a parlar amb ell, perquè era un admirador dels spaghetti western de Leone. Aquesta trobada, on Grey li va contestar les seves preguntes, va inspirar a Leone a contar el guió de la pel·lícula de manera retrospectiva, com el va fer més tard. També es pot apreciar en el guió una al·lusió a La taronja mecànica, en l'escena on canvien els bebès, la música, el blanc i Cockeye prenent llet del biberó d'un dels bebès ("moloko vellocet").
Finalment el guió es va acabar a l'octubre de 1981 i va tenir 317 pàgines.

### Repartiment
El procés d'elecció del repartiment de la pel·lícula va trigar dos anys, i en ella audicionaron més de 3,000 persones per a 100 papers d'interpretació.
El mateix Robert De Niro, motivat per la tristesa de no haver dirigit El Padrí (1972), va ser el primer a sumar-se al repartiment, un actor que, a més d'estar diversos anys preparant el seu paper per a la pel·lícula, també va participar activament en l'elecció dels altres intèrprets que li acompanyarien en el projecte. El film també va ser el debut de la famosa actriu Jennifer Connelly. Originalment Joe Pesci volia interpretar el paper de Max, però el director va decidir en favor de James Woods. Així i tot, sota la influència de Robert de Niro, amic de Pesci, el director li va donar l'oportunitat d'interpretar qualsevol paper que volgués i dels quals encara estaven disponibles, i va ser així com ell va triar el paper del gàngster Frankie Minaldi.

### Rodatge
Malgrat el títol de la pel·lícula, gran part d'ella no es va rodar als Estats Units. La major part de la producció cinematogràfica es va rodar en Roma, en els famosos estudis Cinecittà, on es van produir moltes de les millors pel·lícules italianes de la postguerra. També es van rodar seqüències addicionals en llocs tan poc probables com Mont-real, París i Saint Petersburg, Florida. No obstant això, la part que es va filmar als Estats Units sí que es va filmar en llocs autèntics, com el barri jueu de Nova York.
La filmació va ocórrer entre el 14 de juny de 1982 i el 22 d'abril de 1983. És a dir, va durar 10 mesos i, quan va acabar, Leone tenia entre 8 i 10 hores de material utilitzable. Amb el seu muntador va aconseguir una versió de 6 hores, perquè s'estrenés als cinemes en dues parts. No obstant això, els productors van rebutjar la versió, pensant en el fracàs de Novecento (1976), de Bernardo Bertolucci, i per això Leone va haver de deixar el metratge final en “només” 3 hores i 49 minuts. El 18 de maig de 2012 es va presentar en Canes una nova versió ampliada, que dura uns 255 minuts, basada en el material de la pel·lícula ja disponible. Martin Scorsese va ser responsable de la restauració presentada allí.

### Banda sonora
Un dels punts forts de la pel·lícula és la seva banda sonora, de Ennio Morricone, catalogada per molts com la millor banda sonora de la història del cinema, entrellaçada amb la narració del drama d'una manera indissoluble. Ennio Morricone va poder acabar la banda sonora de la pel·lícula abans que s'acabés la filmació. És una variada i fascinant partitura, en la qual el compositor va fer una evocació nostàlgica dels temps passats pels personatges, intercalant-la amb altres melodies que situaven a l'espectador en els temps presents de la pel·lícula. Desgraciadament es va desqualificar per ser nominada per als Oscar per un tecnicisme de l'Acadèmia, al no veure el nom del compositor inclòs en els crèdits finals.

## Recepció
La pel·lícula es va estrenar als Estats Units el 1r de juny de 1984 i a Espanya el 24 de gener de 1985. En l'època de la seva estrena, la pel·lícula va ser mal entesa pel públic, en desvirtuar tot el sentit narratiu que havia conferit Leone i en comptes d'això projectar-se al cinema retallat i amb un desenvolupament cronològic de la història. Es va fer això perquè suposadament l'audiència estatunidenca pogués entendre la pel·lícula. No la va entendre i la pel·lícula va ser un fracàs. En alguns altres països, com Espanya, el film es va exhibir en dues parts, una circumstància que tampoc va afavorir a la seva òptima recepció en taquilla allí.
Fastiguejat davant tanta intromissió a la seva pel·lícula, Sergio Leone mai va tornar a dirigir una pel·lícula en la seva vida. També fou recordat als Estats Units per això durant molt de temps la versió retallada, mal vista i estrenada de 139 minuts. No obstant això, avui dia, a causa de la projecció original que es fa ara de l'obra de Leone, la pel·lícula és catalogada com un clàssic contemporani, en la qual Leone va proposar una tragèdia de tints operístics, servint-se de la seva marca de fàbrica i intuint, a flor de pell, el to estètic i emocional que volia i desitjava imprimir a les imatges. Un bon exemple que reflecteix aquest canvi d'opinió es pot veure en la crítica de cinema Sheila Benson, que va qualificar la pel·lícula estrenada als Estats Units el 1984 com la pitjor pel·lícula de l'any i va canviar la seva opinió sis anys després, quan va veure la versió estrenada a Europa, que va encimbellar com una de les tres millors pel·lícules de la dècada.

## Premis

### Premis BAFTA
| Año  | Categoría                | Candidato          | Resultado  |
| ---- | ------------------------ | ------------------ | ---------- |
| 1984 | Millor banda sonora      | Ennio Morricone    | Guanyador  |
| 1984 | Millor vestuari          | Gabriella Pescucci | Guanyadora |
| 1984 | Millor director          | Sergio Leone       | Nominat    |
| 1984 | Millor actriu secundària | Tuesday Weld       | Nominada   |
| 1984 | Millor fotografia        | Tonino Delli Colli | Nominat    |

### Premis Globus d'Or
| Any  | Categoria           | Candidat        | Resultat |
| ---- | ------------------- | --------------- | -------- |
| 1984 | Millor director     | Sergio Leone    | Nominat  |
| 1984 | Millor banda sonora | Ennio Morricone | Nominat  |